# شش‌ماهی کوئینزلند
شش‌ماهی کوئینزلند (نام علمی: Neoceratodus forsteri) نام یک گونه است از خانواده شاخ‌دندانان Ceratodontidae از راسته شاخ‌دندان‌سانان Ceratodontiformes.